# Gretel Bolliger
Margarethe 'Gretel' Bolliger (3 december 1921 - 20 juli 2009) was een Zwitserse atlete. Zij nam eenmaal deel aan de Olympische Zomerspelen en driemaal aan de Europese kampioenschappen. Ze behaalde individueel meer dan veertig Zwitserse titels.

## Loopbaan
Bolliger begon in 1935 met atletiek. Drie jaar later werd ze al voor het eerst Zwitsers kampioene in het kogelstoten. In totaal zou ze veertien titels halen in het kogelstoten, dertien in het discuswerpen, zeven op de vijfkamp, vier in het verspringen en drie op de 80 m horden. Ook in het hoogspringen en op de 60 m werd ze Zwitsers kampioene.
Bolligers internationale carrière werd uitgesteld door de Tweede Wereldoorlog. In 1946 werd ze op het kogelstoten geselecteerd voor de Europese kampioenschappen in Oslo. Door visumproblemen geraakte ze niet tijdig ter plaatse en diende ze forfait te geven. Vier jaar later werd ze bij de Europese kampioenschappen in Brussel elfde in het discuswerpen en negende op de vijfkamp. Op de Olympische Spelen van 1952 in Helsinki nam ze deel aan vier nummers. Op de 80 m horden, het verspringen en het kogelstoten geraakte ze niet in de finale. In de finale van het discuswerpen werd ze 17e. Ze nam ook deel aan de Europese kampioenschappen van 1954 en 1958. In het discuswerpen en op de vijfkamp kon ze geen toptien-plaats halen. Bij de estafette 4 x 100 m kon ze met de Zwitserse ploeg geen finaleplaats afdwingen.
Bolliger verbeterde ook verschillende malen het Zwitsers record kogelstoten, discuswerpen en de 80 m horden.
Bolliger was aangesloten bij BSC Old Boys Basel. Met deze club haalde ze ook verschillende aflossingstitels.

## Zwitserse kampioenschappen
| Onderdeel    | Jaar                                                                              |
| ------------ | --------------------------------------------------------------------------------- |
| 60 m         | 1956                                                                              |
| 80 m horden  | 1954, 1956, 1957                                                                  |
| hoogspringen | 1951                                                                              |
| verspringen  | 1952, 1954, 1955, 1956                                                            |
| kogelstoten  | 1938, 1939, 1940, 1941, 1942, 1943, 1945 1946, 1947, 1948, 1949, 1950, 1951, 1955 |
| discuswerpen | 1943, 1944, 1945, 1946, 1947, 1948, 1949 1951, 1952, 1954, 1955, 1956, 1958       |
| vijfkamp     | 1942, 1948, 1949, 1950, 1951, 1952, 1955                                          |

## Persoonlijke records
| Onderdeel    | Prestatie       | Datum            | Plaats       |
| ------------ | --------------- | ---------------- | ------------ |
| 80 m horden  | 11,9 s (ex-NR)  | 15 augustus 1954 | Ludwigshafen |
| verspringen  | 5,45 m          | 15 juni 1952     |              |
| kogelstoten  | 11,84 m (ex-NR) | 22 juli 1951     | Genève       |
| discuswerpen | 42,17 m (ex-NR) | 24 augustus 1952 | Augsburg     |

## Palmares

### 60 m
- 1956:  Zwitserse kampioenschappen - 8,3 s

### 80 m horden
- 1952: 6e in reeks OS in Helsinki - 12,3 s
- 1954:  Zwitserse kampioenschappen - 12,4 s
- 1954: DNF in reeks EK in Bern
- 1956:  Zwitserse kampioenschappen - 12,7 s
- 1957:  Zwitserse kampioenschappen - 13,0 s

### 4 x 100 m
- 1954: 6e in reeks EK in Bern - 48,8 s (NR)
- 1958: 4e in reeks EK in Stockholm - 50,8 s

### hoogspringen
- 1951:  Zwitserse kampioenschappen - 1,42 m

### verspringen
- 1952:  Zwitserse kampioenschappen - 5,36 m
- 1952: 30e in kwalificaties OS in Helsinki - 5,14 m
- 1954:  Zwitserse kampioenschappen
- 1955:  Zwitserse kampioenschappen
- 1956:  Zwitserse kampioenschappen

### kogelstoten
- 1938:  Zwitserse kampioenschappen - 9,20 m
- 1939:  Zwitserse kampioenschappen - 9,95 m
- 1940:  Zwitserse kampioenschappen - 10,55 m
- 1941:  Zwitserse kampioenschappen - 11,22 m
- 1942:  Zwitserse kampioenschappen - 11,77 m
- 1943:  Zwitserse kampioenschappen
- 1945:  Zwitserse kampioenschappen - 11,07 m
- 1946:  Zwitserse kampioenschappen - 10,94 m
- 1947:  Zwitserse kampioenschappen - 11,26 m
- 1948:  Zwitserse kampioenschappen - 10,94 m
- 1949:  Zwitserse kampioenschappen - 10,39 m
- 1950:  Zwitserse kampioenschappen - 10,36 m
- 1951:  Zwitserse kampioenschappen - 11,84 m
- 1952: 17e in kwalificaties OS in Helsinki - 11,48 m
- 1955:  Zwitserse kampioenschappen - 10,91 m

### discuswerpen
- 1943:  Zwitserse kampioenschappen - 29,74 m
- 1944:  Zwitserse kampioenschappen - 34,42 m
- 1945:  Zwitserse kampioenschappen - 35,66 m
- 1946:  Zwitserse kampioenschappen - 37,19 m
- 1947:  Zwitserse kampioenschappen - 34,68 m
- 1948:  Zwitserse kampioenschappen - 33,95 m
- 1949:  Zwitserse kampioenschappen - 37,24 m
- 1950: 11e EK in Brussel - 31,46 m
- 1951:  Zwitserse kampioenschappen - 35,03 m
- 1952:  Zwitserse kampioenschappen - 38,12 m
- 1952: 17e OS in Helsinki - 36,36 m
- 1954:  Zwitserse kampioenschappen - 36,77 m
- 1954: 16e EK in Bern - 37,45 m
- 1955:  Zwitserse kampioenschappen - 39,62 m
- 1956:  Zwitserse kampioenschappen - 36,92 m
- 1958:  Zwitserse kampioenschappen - 40,26 m
- 1958: 17e in kwalificaties EK in Stockholm - 36,61 m

### vijfkamp
- 1942:  Zwitserse kampioenschappen - 273 p
- 1948:  Zwitserse kampioenschappen - 236 p
- 1949:  Zwitserse kampioenschappen - 192 p
- 1950:  Zwitserse kampioenschappen - 196 p
- 1950: 9e EK in Brussel - 2726 p
- 1951:  Zwitserse kampioenschappen - 2704 p
- 1952:  Zwitserse kampioenschappen - 2699 p
- 1954: 14e EK in Bern - 3155 p
- 1955:  Zwitserse kampioenschappen - 3641 p
- 1958: DNF EK in Stockholm